# Федцово (Волоколамський район)
Федцово  (рос. Федцово) - присілок, підпорядкований місту Волоколамську Московської області Російської Федерації.
Муніципальне утворення — Волоколамський міський округ. У 2006-2019 роках органом місцевого самоврядування було сільське поселення Ярополецьке. Населення становить 72 особи (2016).

## Історія
З 14 січня 1929 року входить до складу новоутвореної Московської області. Раніше належало до Волоколамського повіту Московської губернії. Належало до Волоколамського району до його ліквідації 9 червня 2019 року.
Сучасне адміністративне підпорядкування з 2019 року.

## Населення
| 1852 | 1859 | 1926 | 2002 | 2006 | 2010 | 2013 |
| ---- | ---- | ---- | ---- | ---- | ---- | ---- |
| 114  | ↘105 | ↘63  | ↘7   | ↘3   | ↗18  | ↗63  |
| 2014 | 2015 | 2016 |      |      |      |      |
| ↗67  | ↗68  | ↗72  |      |      |      |      |